# Acisanthera hedyotoidea
Acisanthera hedyotoidea là một loài thực vật có hoa trong họ Mua. Loài này được Triana mô tả khoa học đầu tiên năm 1871.

## Hình ảnh

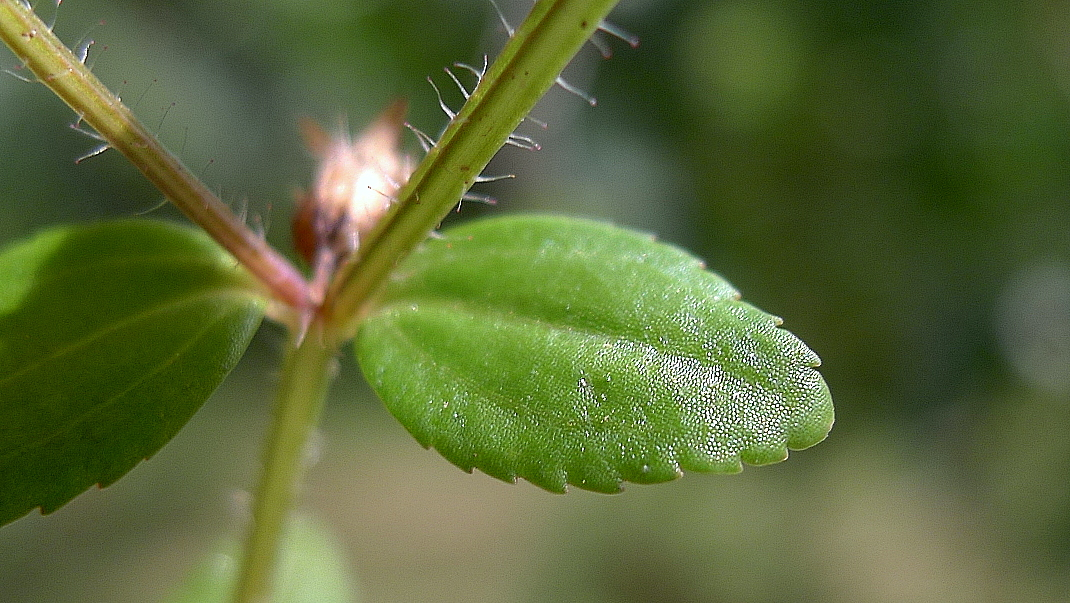
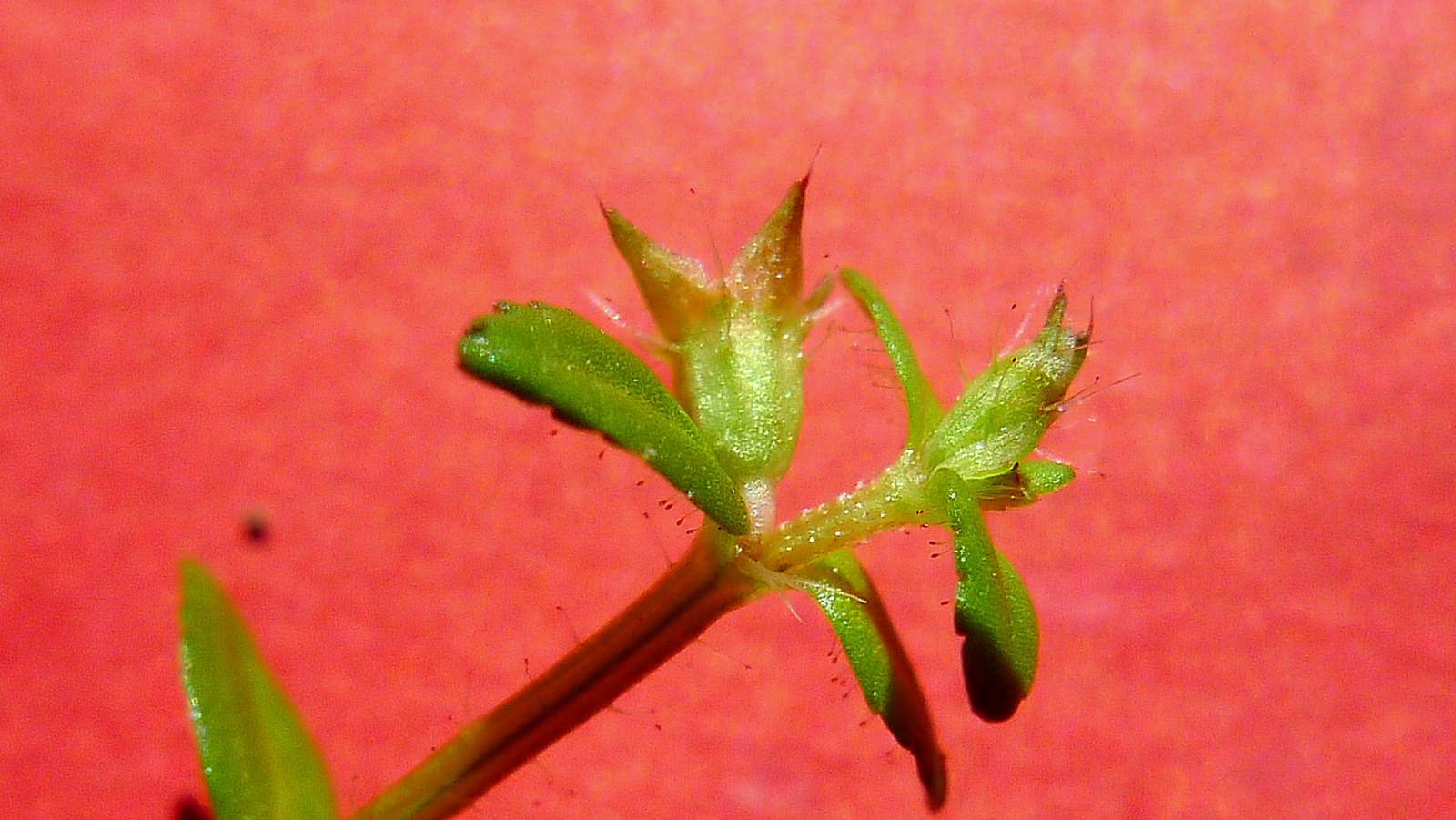
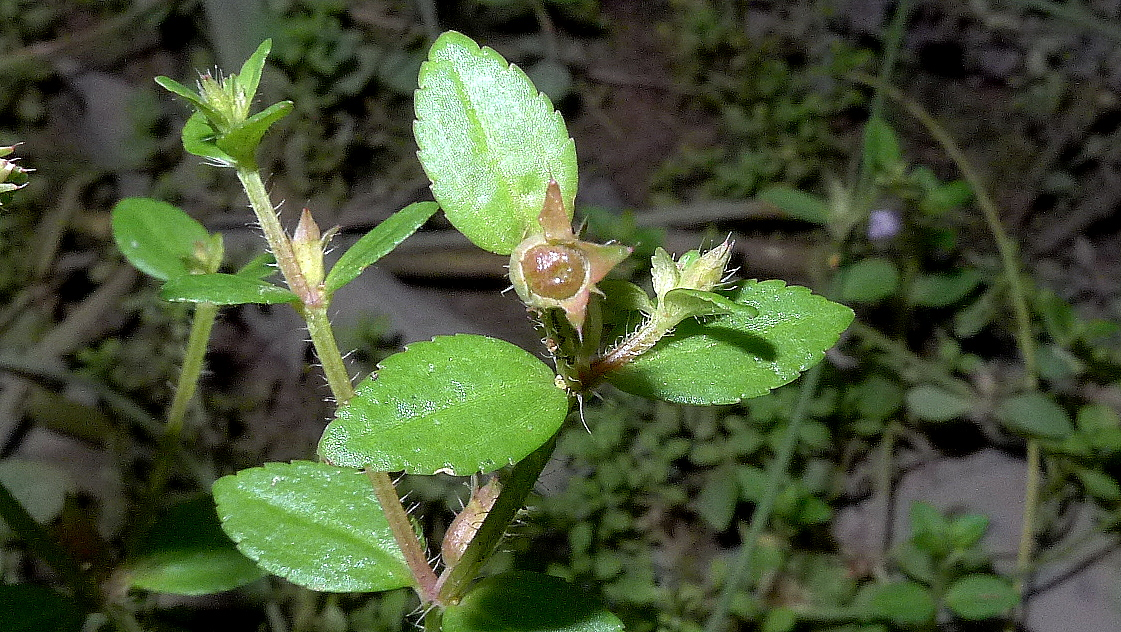
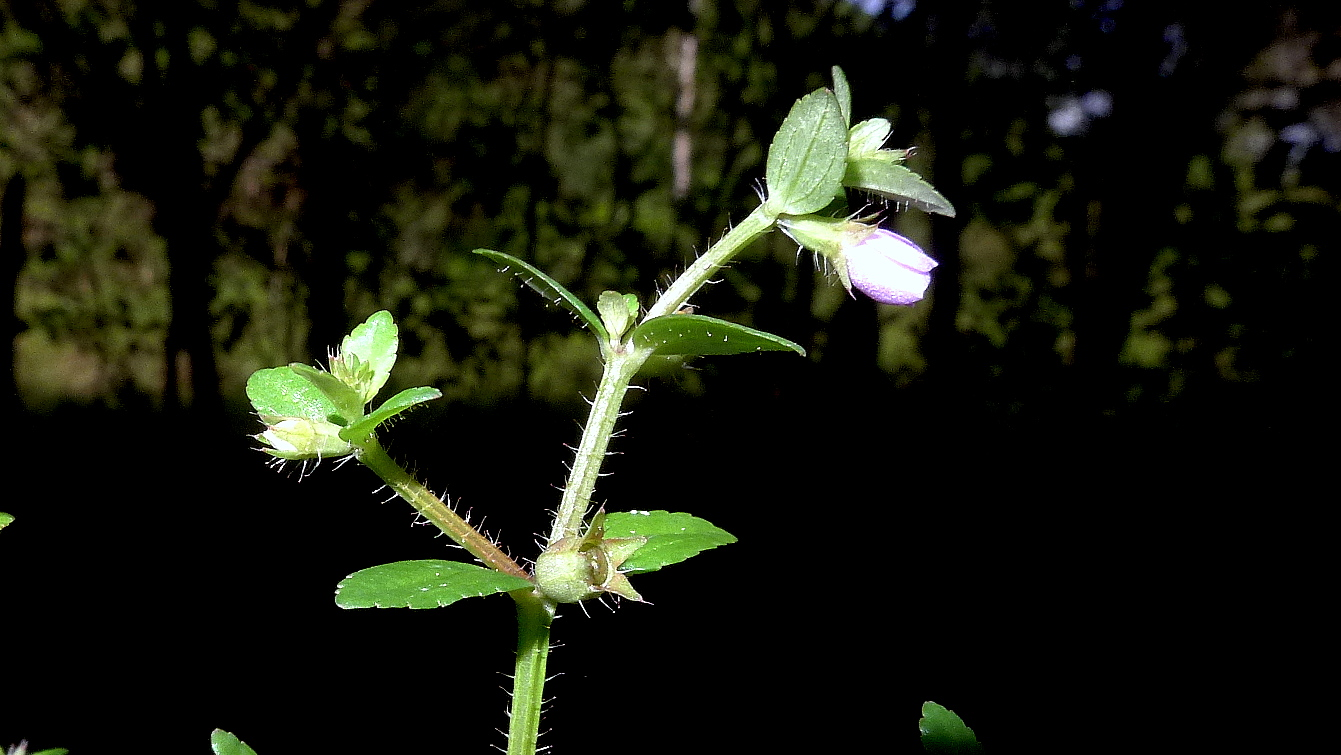